# Sd.Kfz. 231 (6-Rad)
Schwerer Panzerspähwagen 6-Rad — германский тяжёлый бронеавтомобиль 1930-х годов. По германской ведомственной системе обозначений военной техники носил индекс Sd.Kfz. 231 (6-Rad). Был создан в 1930—1932 годах по заданию рейхсвера на разработку тяжёлого бронеавтомобиля с использованием шасси коммерческого грузового автомобиля. Серийно выпускался с 1932 по 1937 год фирмами Daimler-Benz, Büssing-NAG и Magirus, каждая из которых использовала шасси собственной разработки (G 3а, G 31p, M 206a соответственно) в сочетании с унифицированным броневым корпусом. Выпускались как в линейном варианте Sd.Kfz. 231, так и в радийном, под обозначением Sd.Kfz. 232. Всего было выпущено 129 серийных бронеавтомобилей (6 на шасси G3a, 43 на шасси G31P и 80 на шасси M206), из которых 12 были построены в варианте машины связи Sd.Kfz.263. На 1 сентября 1939 года в войсках числилось 127 таких бронеавтомобилей.  До мая 1937 года именовались Kfz. 67, 67a, 67b соответственно. Sd.Kfz. 231/232 (6-Rad) являлись основными тяжёлыми бронеавтомобилями вермахта в середине 1930-х годов, но к началу Второй мировой войны они начали постепенно заменяться в войсках более совершенными бронеавтомобилями Sd.Kfz. 231 (8-Rad). Sd.Kfz. 231 (6-Rad) использовались в ряде операций начального периода Второй мировой войны. Так к июню 1941 года из 390 тяжелых бронеавтомобилей Sd.Kfz. 231/232/263, находившихся в войсках, не менее 110 относились к старой модификации. В 1942 году, в связи с устарелостью шасси, оставшиеся машины были постепенно выведены из состава фронтовых частей, хотя продолжали использоваться в учебных и полицейских целях.

## Примечания

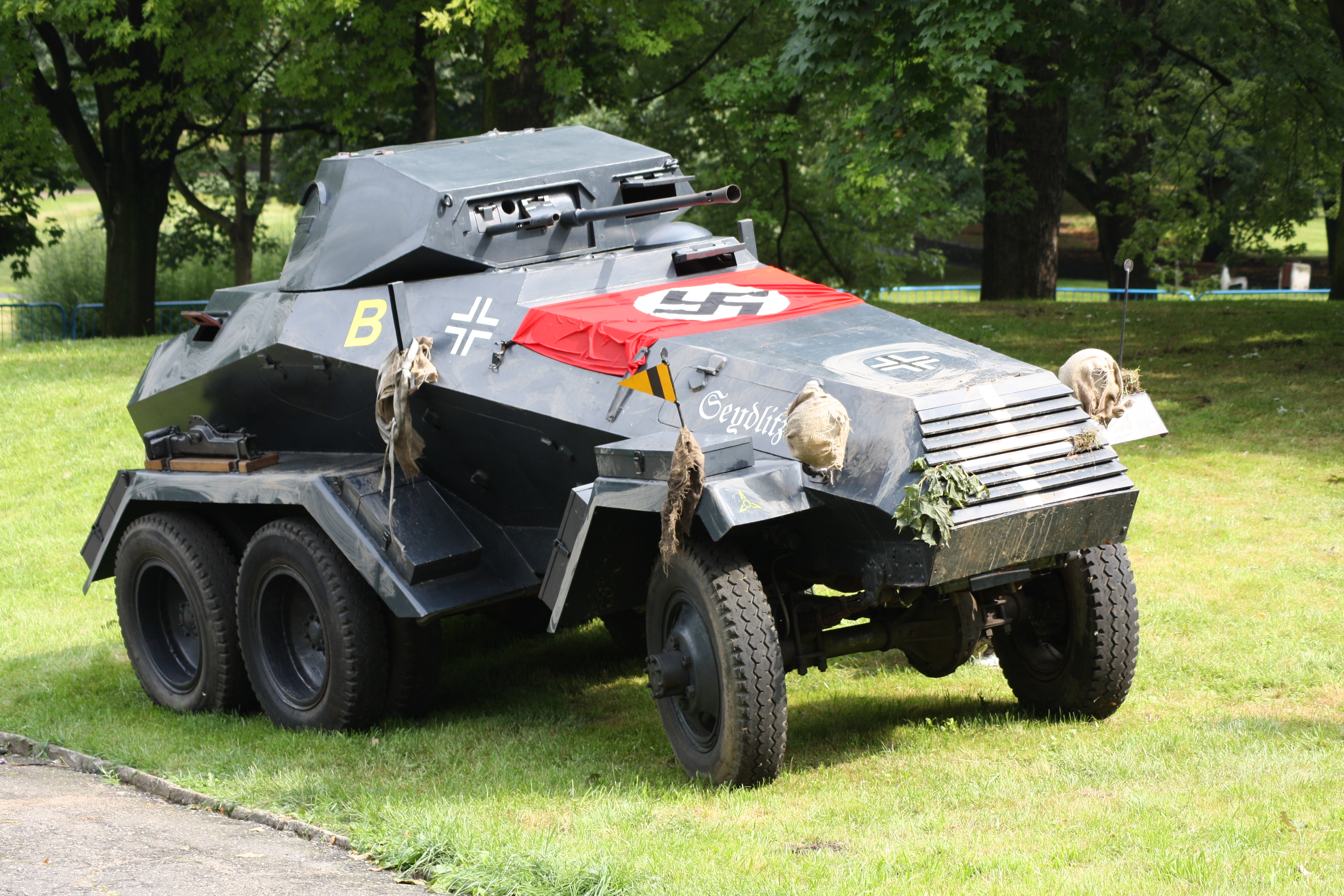
Реплика Sd.Kfz. 231 (6-Rad) спереди-справа. 2008
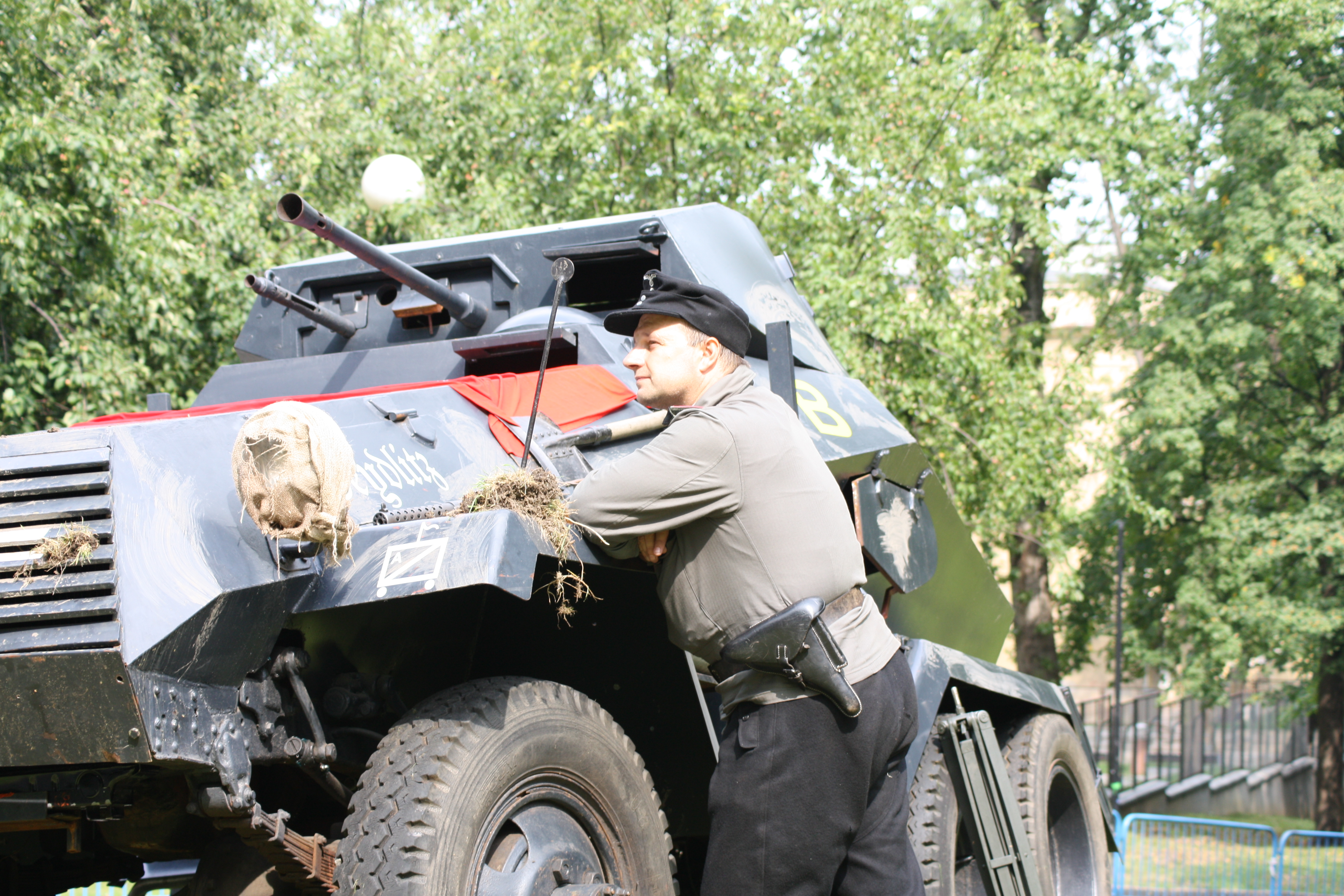
Реплика Sd.Kfz. 231 (6-Rad) спереди-слева
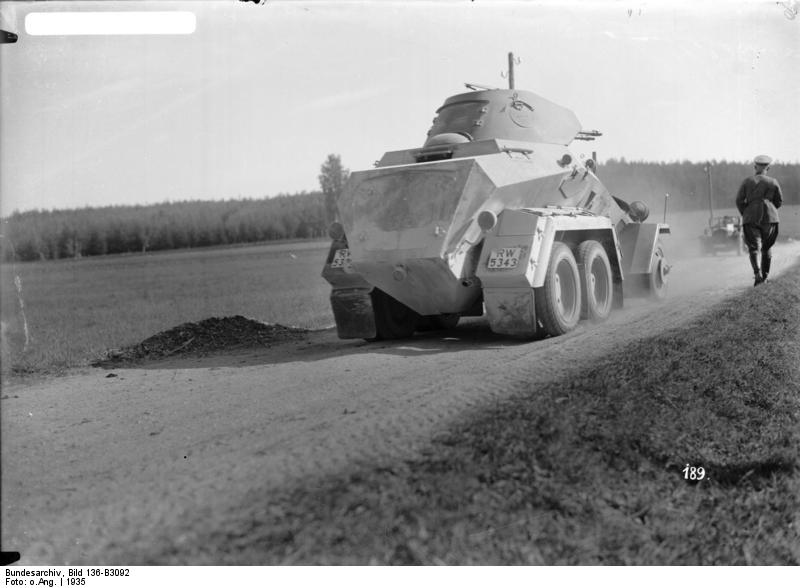
Sd.Kfz.231 (6-Rad) слева-сзади на манёврах. 1935
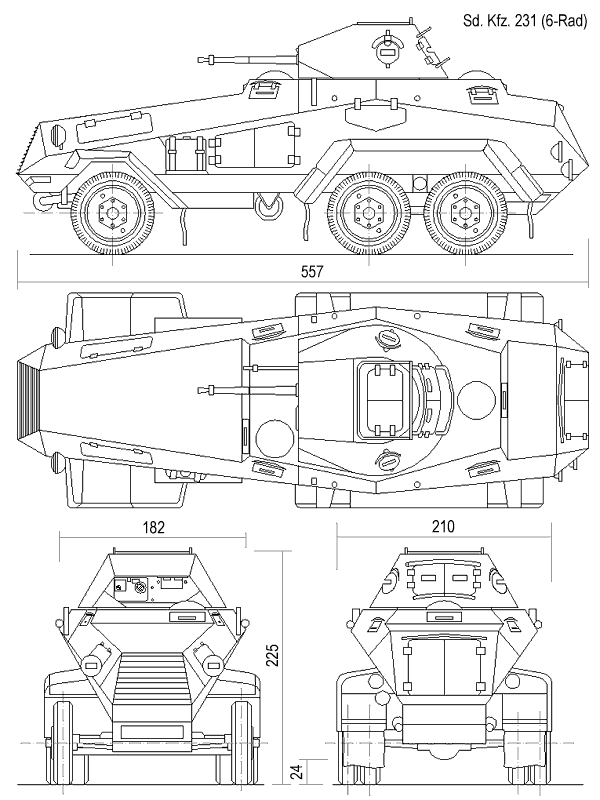
4 вида Sd.Kfz. 231 (6-Rad). Размеры в сантиметрах
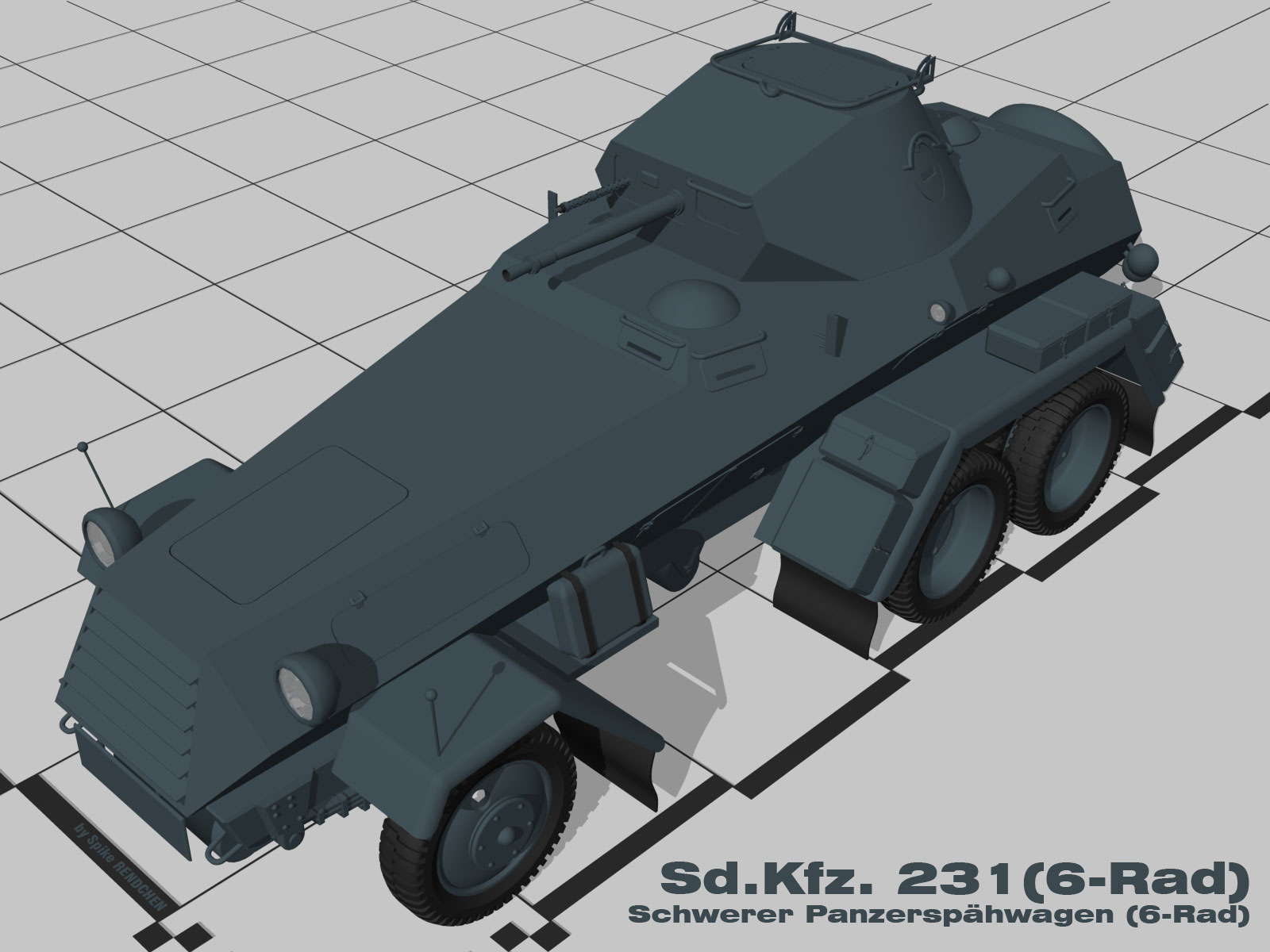
3D модель Sd.Kfz. 231 (6-Rad)
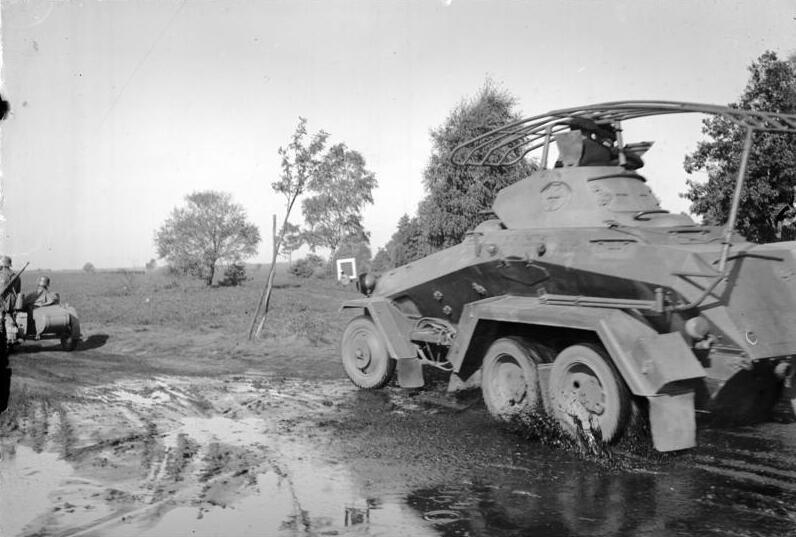
Sd.Kfz. 232 (6-Rad) на манёврах. 1935
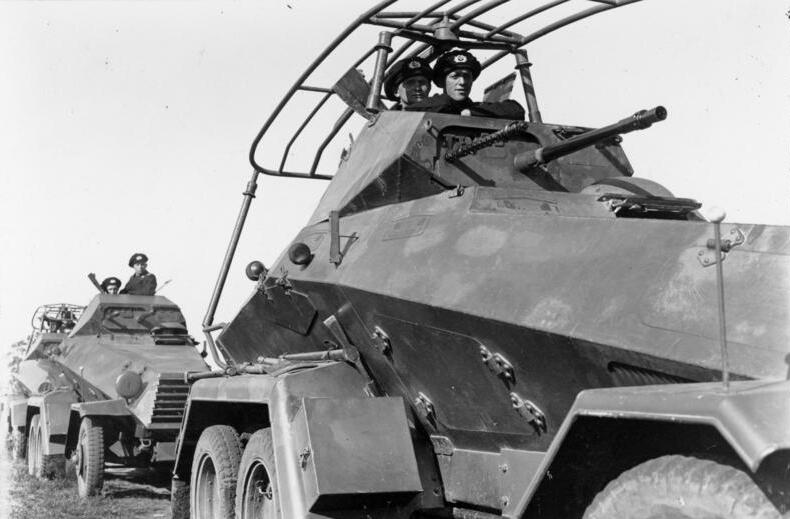
Sd.Kfz. 232 (6-Rad) на манёврах. 1935
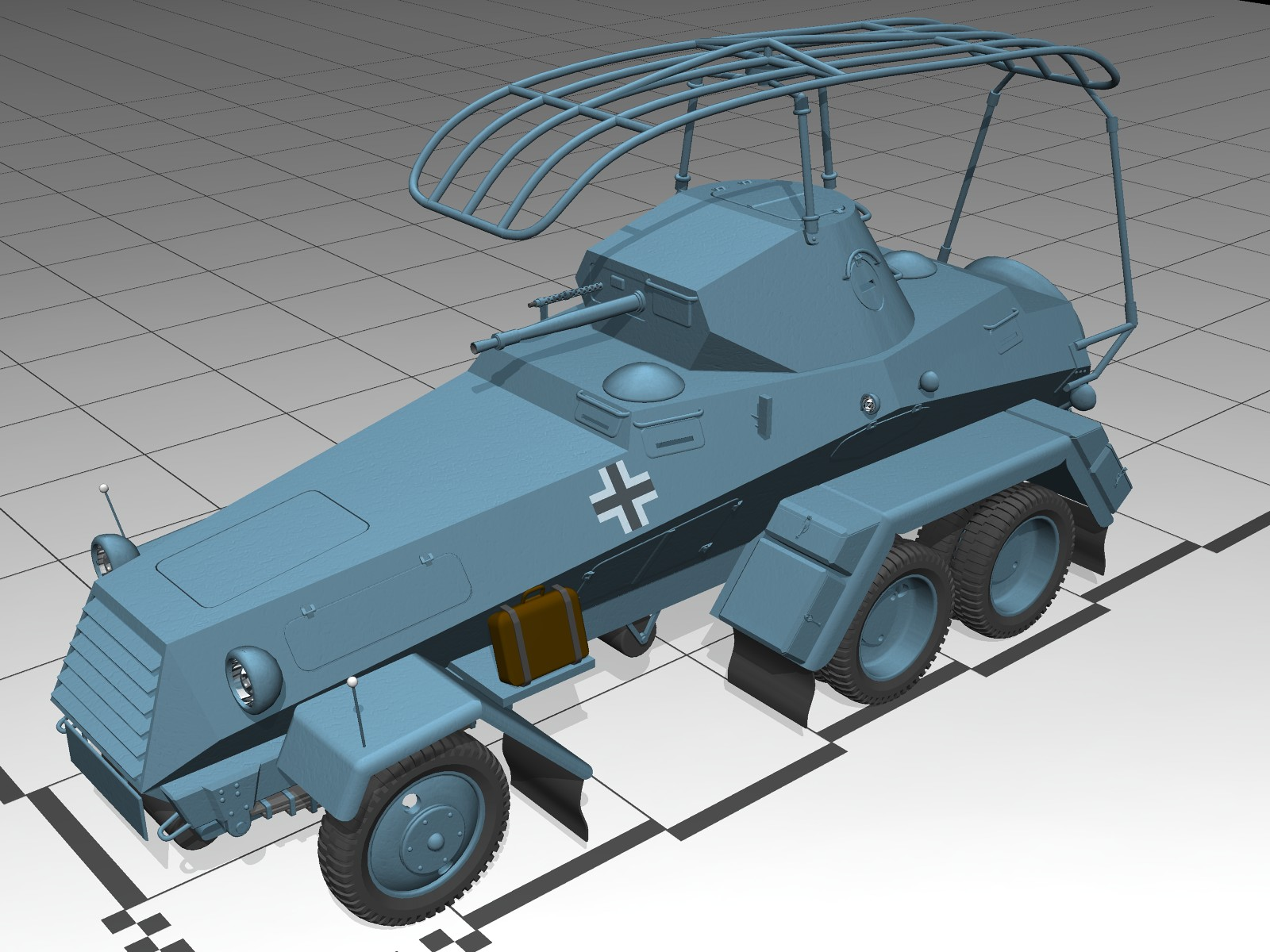
3D модель Sd.Kfz. 232 (6-Rad)